# Сантырский
Сантырский — хутор в Урюпинском районе Волгоградской области России, в составе Михайловского сельского поселения.
Население — 84 (2010)

## История
Хутор входил в юрт станицы Михайловской Хопёрского округа Земли Войска Донского (с 1870 — Область Войска Донского). В 1859 году на хуторе проживало 128 душ мужского и 115 женского пола. Согласно переписи населения 1897 года на хуторе проживали 270 мужчин и 263 женщины, из них грамотных: мужчин — 95, женщин — 9. Согласно алфавитному списку населённых мест Области Войска Донского 1915 года земельный надел хутора составлял 2561 десятину, проживало 362 мужчины и 365 женщин, имелось хуторское правление и церковно-приходская школа.
С 1928 года — в составе Новониколаевского района Хопёрского округа (упразднён в 1930 году) Нижне-Волжского края (с 1934 года — Сталинградского края). Хутор являлся центром самостоятельного Сантырского сельсовета. В 1929 году организован колхоз имени Степана Разина. В 1935 году Сантырский сельсовет передан в состав Хопёрского района Сталинградского края (с 1936 года Сталинградской области, с 1954 по 1957 год район входил в состав Балашовской области). Решением исполкома облсовета от 9 июля 1953 года № 24/1600 в Хопёрском районе были объединены Михайловский и Сантырский сельсоветы в один Михайловский сельсовет с центром в станице Михайловской. В 1954 году колхоз имени Степана Разина хутора Сантырского вошел в колхоз имени Ворошилова с центром в станице Михайловской. В 1959 году в связи с упразднением Хопёрского района хутор Сантырский включён в состав Урюпинского района...

## География
Хутор находится в лесостепи, в пределах Хопёрско-Бузулукской равнины. Хутор вытянут в один ряд вдоль правого берега реки Косарки, от русла которой отделён пойменным лесом. Хутор расположен на высоте около 80 метров над уровнем моря. В окрестностях хутора имеются островки леса. Почвы — чернозёмы обыкновенные.
По автомобильным дорогам расстояние до областного центра города Волгоград составляет 350 км, районного центра города Урюпинска — 24 км, до административного центра сельского поселения станицы Михайловской — 12 км. Ближайший населённый пункт хутор Скабелинский расположен на противоположном берегу реки Косарки, по правой стороне реки выше по течению расположен хутор Краснянский.
Часовой пояс
Сантырский, как и вся Волгоградская область, находится в часовой зоне МСК (московское время). Смещение применяемого времени относительно UTC составляет +3:00.

## Население
Динамика численности населения по годам:
| 1859 | 1873 | 1897 | 1915 | 1989 | 2002 |
| ---- | ---- | ---- | ---- | ---- | ---- |
| 243  | 368  | 533  | 727  | ≈150 | 113  |

| 2010 |
| ---- |
| 84   |